# Scirpus trachycaulos
Scirpus trachycaulos är en halvgräsart som beskrevs av Rodolfo Amando Philippi. Scirpus trachycaulos ingår i släktet skogssävssläktet, och familjen halvgräs. Inga underarter finns listade i Catalogue of Life.